# Villamejil
Villamejil ist ein nordspanischer Ort und eine aus mehreren Dörfern (aldeas) und Weilern (pedanías) bestehende Gemeinde (municipio) mit 653 Einwohnern (Stand: 2024) in der Provinz León in der Autonomen Gemeinschaft Kastilien-León.

## Lage und Klima
Die Dörfer der Gemeinde Villamejil liegen in einem von zahlreichen kurzen Bächen (arroyos) durchzogenen sumpfigen Gebiet am Río Tuerto in einer Höhe von ca. 915 m in der leonesischen Hochebene (meseta) oder (vega). Die Entfernung zur Kleinstadt Astorga beträgt etwa 7,5 bis 20 km (Fahrtstrecke) in südlicher Richtung; nach León sind es knapp 50 km in östlicher Richtung. Das Klima ist gemäßigt bis warm; Regen (ca. 605 mm/Jahr) fällt überwiegend im Winterhalbjahr.

## Bevölkerungsentwicklung
| Jahr      | 1857  | 1900  | 1950  | 2000 | 2018 |
| Einwohner | 1.248 | 1.435 | 2.147 | 993  | 696  |

Aufgrund der zunehmenden Mechanisierung der Landwirtschaft und der Aufgabe zahlreicher bäuerlicher Kleinbetriebe in der zweiten Hälfte des 20. Jahrhunderts fehlten mehr und mehr Arbeitsplätze, was eine immer noch anhaltende Landflucht auslöste. Zur Gemeinde gehören auch die Dörfer bzw. Weiler Castrillo de Cepeda, Cogorderos, Fontoria de Cepeda, Quintana de Fon, Revilla und Sueros de Cepeda.

## Wirtschaft
Traditioneller Haupterwerb des Ortes ist die Landwirtschaft – es gedeihen Getreide, aber auch Obst und Gemüse, die auf bewässerten Flächen angebaut werden; auch die Milch- und Fleischproduktion sind nicht unbedeutend. Viele leerstehende Häuser wurden zu Ferienwohnungen (casas rurales) umgebaut.

## Geschichte
Über das Alter der Orte besteht Unklarheit – einige nehmen eine bereits asturische Besiedlung an; andere sehen die in Astorga (Asturica Augusta) ansässigen Römer als die ersten Siedler. Archäologische Spuren – auch von Westgoten und Mauren – fehlen jedoch. Erst im Mittelalter entwickelten sich die einzelnen Dörfer, die jedoch erst viel später zu einer Gemeinde zusammengeschlossen wurden. Durch das sumpfige Tal des Río Tuerto führte eine der bedeutendsten Viehtriebrouten Spaniens (cañadas).

## Sehenswürdigkeiten
Villamejil
- Die spätmittelalterliche Pfarrkirche San Benito ist dem hl. Benedikt von Nursia († 547) geweiht; von ihr ist jedoch nur noch der untere Teil der durch das verwendete Steinmaterial zweigeteilten Westfassade original erhalten; der Glockengiebel (espadaña) wurde später erneuert oder hinzugefügt. Das auf der Südseite befindliche Portal ist durch eine Vorhalle (portico) geschützt. Von dem zur Zeit restaurierten barocken Altarretabel (retablo) befindet sich nur der Tabernakel im Altarraum der Kirche.[4]
- Auf dem Platz vor der Kirche steht eine moderne Steinfigur des hl. Benedikt.

Fontoria de Cepeda
- Die Kirche von Fontoria de Cepeda hat eine sehenswerte Artesonado-Holzdecke.[5]